# LICRA contre Yahoo!
L'affaire de la LICRA contre Yahoo! est une décision de justice qui aborde la question de la territorialité des lois françaises et leur application à un site internet.

## Origine de l'affaire
La Ligue internationale contre le racisme et l'antisémitisme (ou LICRA) et l'Union des étudiants juifs de France (ou UEJF) constatent qu'il est possible d'acheter des objets nazis aux enchères en se connectant au site web de Yahoo!, en violation de l'article R.645-1 du Code pénal français.
« Est puni de l’amende prévue pour les contraventions de la 5e classe le fait, sauf pour les besoins d’un film, d’un spectacle ou d’une exposition comportant une évocation historique, de porter ou d’exhiber en public un uniforme, un insigne ou un emblème rappelant les uniformes, les insignes ou les emblèmes qui ont été portés ou exhibés soit par les membres d’une organisation déclarée criminelle en application de l’article 9 du statut du tribunal militaire international annexé à l’accord de Londres du 8 août 1945, soit par une personne reconnue coupable par une juridiction française ou internationale d’un ou plusieurs crimes contre l’humanité prévus par les articles 211-1 à 212-3 ou mentionnés par la loi n°64-1326 du 26 décembre 1964. »
— R.645-1 du code Pénal français
Il est notamment rapporté qu'une boîte de Zyklon B, le gaz utilisé dans les camps de la mort, est vendue 50 dollars sur le site.
Les associations décident de porter plainte contre Yahoo! en mai 2000 et l'assignent en référé le 15 mai 2000 devant le Tribunal de grande instance de Paris.

## Procédure en France
Le 22 mai 2000, le tribunal judiciaire de Paris ordonne à Yahoo! de « prendre toutes mesures de nature à dissuader et à rendre impossible toute consultation sur « yahoo.com » du service de vente aux enchères d’objets nazis et de tout autre site ou service qui constitue une apologie du nazisme ou une contestation de crimes nazis », sous astreinte de 100 000 FF par jour de retard,,.
Le 16 juin, Jerry Yang s'exprime dans Libération pour dire qu'il trouve cette exigence « très naïve ». Le 24 juillet, Yahoo! plaide l'impossibilité du filtrage et le juge fait lancer des expertises techniques. Mi-septembre, les experts sont annoncés : François Wallon, Vint Cerf et Ben Laurie. Le 6 novembre, ils affirment que Yahoo.com devrait pouvoir filtrer les internautes français dans près de 80% des cas.
Par ordonnance du 21 novembre 2000, le tribunal de Paris confirme sa décision du 22 mai,.
Yahoo! s'exécute et laisse les objets en vente sur la version américaine du site, annonçant interdire à partir du 20 janvier 2001 l'accès à la vente d'objets nazis. Plusieurs années plus tard, de nombreux objets interdits et forums négationnistes continuent à proliférer sur le site.
En 2003, l'Amicale des déportés d'Auschwitz et des camps de Haute-Silésie attaque Timothy Koogle devant la 17e chambre du tribunal correctionnel de Paris pour le même motif. Koogle, n'étant plus en poste, ne se présente pas au procès et son représentant, Olivier Metzner, fait remarquer que la mise aux enchères d'objets nazis a cessé deux ans plus tôt.

## Procédure aux États-Unis

### Première instance
En novembre 2000, Yahoo! saisit la cour fédérale du district de Californie du Nord à San Jose, lui demandant de constater que l'ordonnance française n'est pas exécutable aux États-Unis. L'entreprise invoque le Premier amendement de la Constitution des États-Unis, estimant que la décision française s'oppose à la loi américaine.
Le juge Jeremy Fogel (en) considère que la décision rendue par le tribunal de grande instance de Paris est en effet inapplicable aux États-Unis,. Il estime que les entreprises américaines ne doivent répondre qu'au droit américain ; le vice-président de la Licra, Marc Knobel, estime qu'il s'agit de la fin de cette affaire.

### Appel de la décision
Le 4 décembre 2000, la LICRA et l'UEJF font appel de cette décision devant la Cour d'appel du neuvième circuit. Le 9 février 2001, la Licra et l'UEJF embauchent le cabinet d'avocats Coudert Brothers pour les représenter. Le dossier commence à être étudié par la cour d'appel en avril.
Le 22 août 2004, la Cour d'appel du neuvième circuit juge la décision prématurée et annule le jugement de 2000. Elle affirme qu'il relève à Yahoo! de se plier aux réglementations des pays où l'entreprise est active, tandis que la Licra ne demande pas le paiement de l'amende imposée par le tribunal français. L'affaire est en effet annulée sur la forme : la cour américaine juge qu'il n'est pas du ressort de Fogel de prendre une décision en l'absence de volonté de la Licra et de l'UEJF de contraindre l'entreprise à payer son amende.
Le 12 janvier 2006, Yahoo! ne parvient pas à obtenir l'annulation de la décision française. La cour statue à six voix contre cinq que l'affaire n'engage pas réellement la liberté d'expression de Yahoo!, rendant sa défense peu solide. Le jugement estime devoir « observer scrupuleusement les limites prudentes d'exercice de notre pouvoir » et ne statue pas sur la question de l'opposition entre la liberté d'expression américaine et les décisions d'autres pays. Les juges décident cependant de ne pas appliquer l'amende d'origine, une décision acceptée par E. Randol Schoenberg, avocat de la Licra, dans la mesure où Yahoo! a respecté le jugement d'origine vieux de plus de cinq ans.

#### Articles de presse (par ordre chronologique)
- Emmanuelle Delsol, La Licra porte plainte contre Yahoo.com, 01net., 12 avril 2000 (lire en ligne)
- Emmanuelle Delsol, Procès Licra-Yahoo: il est difficile d'interdire, 01net., 2 juin 2000 (lire en ligne)
- Fabien Claire, Yahoo contre les associations de lutte contre le racisme : l'épilogue ?, JDNet, 4 janvier 2001 (lire en ligne)
- Ludovic Desautez, Marc Knobel (Licra) : "Nous verrons lundi si l'astreinte envers Yahoo.com s'applique", JDNet, 22 février 2001 (lire en ligne)
- Estelle Dumout, La Licra et l'UEJF font appel contre Yahoo, ZDNet.fr, 6 décembre 2001 (lire en ligne)
- Auteur inconnu, Yahoo condamné à se soumettre à la justice française, L'Expansion.com, 13 janvier 2006 (lire en ligne)
- Christine Duh, « Yahoo! Inc. v. LICRA », Berkeley Technology Law Journal, vol. 17, no 1,‎ 2002, p. 359–378 (ISSN 1086-3818, lire en ligne, consulté le 8 juillet 2023)